# Топчета (суп)
Топчета (болг. Супа топчета, также Чорба-топчета, где топчета – «мячик/шарик») — традиционный болгарский суп, приготовленный из фрикаделек, овощей, макаронных изделий, специй, который после приготовления загущается яйцом, мукой и йогуртом.
Одно из самых популярных блюд в Болгарии, известное как минимум с 1930-х годов, а его нынешнее название утвердилось в 1970-х годах.

## Приготовление
Отваривают (или предварительно пассеруют) лук, морковь и сельдерей. Фарш смешивают с рисом, мелко нарезанным луком, черным и красным перцем, яичным белком и формируют небольшие шарики, которые опускают в кипящий овощной бульон. Добавляют лапшу или рис. Тонкой струйкой вливают взбитую смесь из муки, яичного желтка и йогурта или молока. Подают с нарезанной петрушкой.